# Castillo de las Torres
El castillo de las Torres es una fortaleza situada en el término municipal español de Monesterio, en la provincia de Badajoz, Extremadura. Se cree que por su tipología podría datarse del siglo XV o XVI.

## Historia
La fortaleza se encuentra en el antiguo Baldío de Calilla. Se cree que su construcción tenía la finalidad de controlar la Vía de la Plata que se encuentra a 50 metros del castillo y el control de la transhumancia.

## Construcción
Si bien las ruinas se encuentran en el municipio pacense de Monesterio, la localidad más cercana es El Real de la Jara, de la provincia de Sevilla. Se encuentra en un altozano rocoso que le sirve de base. La planta es trapezoidal y en cada ángulo se encuentra una torre circular. La puerta de acceso está en el lado oeste. De las jambas y el dintel exterior no quedan vestigios aunque si del interior fabricado en ladrillo. La bóveda es de forma ojival. Las torres de flanqueo se encuentran desmochadas. Hay restos de un aljibe en estado ruinoso. Dispone de patio de armas de alrededor de 500 metros cuadrados.